# Земля, позабытая временем (фильм)
«Земля, позабытая временем» (англ. The Land That Time Forgot) — приключенческий художественный фильм, поставленный режиссёром Кевином Коннором по одноимённому роману Эдгара Берроуза.

## Сюжет
В 1916 году во время Первой мировой войны британское торговое судно оказывается потоплено германской подлодкой. Но немногим спасшимся удаётся захватить вражескую подводную лодку. После блужданий по океану они оказываются на неизведанном острове (см. Затерянные миры), где динозавры обитают вместе с первобытными людьми.

## В ролях
| Актёр             | Роль                                 |
| ----------------- | ------------------------------------ |
| Даг МакКлюр       | Боуэн Тайлер                         |
| Джон МакИнери     | капитан подлодки Фридрих Фон Шонворц |
| Сьюзен Пенхалигон | Лиза Клейтон                         |
| Стив Джеймс       | камео                                |

## Интересные факты
- Премьера фильма состоялась 13 августа 1975 года.
- Немецкий актёр Антон Диффринг дублировал Джона Макинри, исполнявшего роль командира немецкой подводной лодки Фон Шонвортца, так как продюсеры посчитали, что у того слишком «глупый» для этого образа голос.